# Izmir Cup 2010
L'Izmir Cup 2010, nota anche come Türk Telecom Izmir Cup per motivi di sponsorizzazione, è stata un torneo professionistico di tennis maschile giocato sul cemento, che faceva parte dell'ATP Challenger Tour 2010. Si è giocato a Smirne in Turchia dal 20 al 26 settembre 2010.

## Partecipanti

### Teste di serie
| Nazionalità | Giocatore         | Ranking* | Testa di serie |
| ----------- | ----------------- | -------- | -------------- |
| Russia      | Igor' Kunicyn     | 104      | 1              |
| India       | Somdev Devvarman  | 113      | 2              |
| Francia     | David Guez        | 125      | 3              |
| Turchia     | Marsel İlhan      | 128      | 4              |
| Svizzera    | Stéphane Bohli    | 131      | 5              |
| Austria     | Martin Fischer    | 134      | 6              |
| Irlanda     | Conor Niland      | 146      | 7              |
| Bielorussia | Uladzimir Ihnacik | 160      | 8              |

- Ranking al 13 settembre 2010.

### Altri partecipanti
Giocatori che hanno ricevuto una wild card:
- George Bastl
- Samuel Groth
- Haluk Akkoyun
- Tuna Altuna

Giocatori passati dalle qualificazioni:
- Theodoros Angelinos
- Marin Bradarić
- Michail Elgin
- Sadik Kadir (Lucky Loser)
- Artem Smyrnov

## Campioni

### Singolare
Somdev Devvarman ha battuto in finale  Marsel İlhan con il punteggio di 6–4, 6–3

### Doppio
Rameez Junaid /  Frank Moser hanno battuto in finale  Jamie Delgado /  Jonathan Marray con il punteggio di 6–2, 6–4